# Естественное преобразование
В теории категорий есте́ственное преобразова́ние предоставляет способ перевести один функтор в другой, сохраняя внутреннюю структуру (например, композиции морфизмов). Поэтому естественное преобразование можно понимать как «морфизм функторов». Эта интуиция может быть строго формализована в определении категории функторов. Естественные преобразования — наиболее базовое определение в теории категорий наряду с функторами, потому что оно появляется в большинстве её приложений.

## Определение
Пусть {\displaystyle F} и {\displaystyle G} — ковариантные функторы из категории {\displaystyle C} в {\displaystyle D}. Тогда естественное преобразование из {\displaystyle F} в {\displaystyle G} сопоставляет каждому объекту {\displaystyle X} категории {\displaystyle C} морфизм {\displaystyle \eta _{X}\colon F(X)\to G(X)} в категории {\displaystyle D}, называемый компонентой {\displaystyle \eta } в {\displaystyle X}, так, что для любого морфизма {\displaystyle f\colon X\to Y} диаграмма, изображённая на рисунке ниже, коммутативна. В случае контравариантных функторов {\displaystyle C} и {\displaystyle D} определение совершенно аналогично (необходимо только обратить горизонтальные стрелки, учитывая, что их обращает контравариантный морфизм).
Если η — естественное преобразование функтора F в функтор G, мы пишем η : F → G. Также об этом говорят, что семейство морфизмов ηX : F(X) → G(X) естественно по X.
Если для каждого X в C морфизм ηX является изоморфизмом в D, то η называют естественным изоморфизмом (или, иногда, естественной эквивалентностью или изоморфизмом функторов).
Инфраестественное преобразование η из F в G — это просто семейство морфизмов ηX: F(X) → G(X). Натурализатор η, nat(η), — это самая большая подкатегория C, содержащая те объекты C, в ограничении на которые η является естественным преобразованием.
Если η : F → G и ε : G → H — естественные преобразования, мы можем взять их композицию и получить естественное преобразование εη : F → H. Это делается покомпонентно: (εη)X = εXηX. Эта операция ассоциативна и имеет единицу, что позволяет образовать категорию функторов.

## Примеры

### Пример естественного преобразования
Примером естественного преобразования может служить определитель. В самом деле пусть {\displaystyle R} — коммутативное кольцо, тогда квадратные матрицы порядка {\displaystyle n} над {\displaystyle R} образуют моноид по умножению, а {\displaystyle R'} — мультипликативный моноид самого кольца {\displaystyle R}. Пусть {\displaystyle \mathbf {Mat} _{n}(R)} будет функтором, переводящим кольцо {\displaystyle R} в моноид матриц над ним. Поскольку определитель выражается через умножение, сложение и вычитание, которые сохраняются морфизмами кольца {\displaystyle R} (что означает перестановочность морфизма и этих операций), отображение {\displaystyle \mathbf {Mat} _{n}(R)\rightarrow \det(\mathbf {Mat} _{n}(R))} будет естественным преобразованием между функтором {\displaystyle \mathbf {Mat} _{n}(R)} и функтором, тождественно сопоставляющим каждому кольцу {\displaystyle R} его мультипликативный моноид (оба функтора из категории {\displaystyle \mathbf {CRing} } коммутативных колец в категорию моноидов {\displaystyle \mathbf {Mon} }).

### Пример «неестественного» преобразования
Приведём пример преобразования, не являющегося естественным. Пусть {\displaystyle V} — n-мерное векторное пространство над полем {\displaystyle \mathbb {F} }. {\displaystyle e_{1},e_{2},\dots ,e_{n}} — его базис, {\displaystyle e^{1},e^{2},\dots ,e^{n}} — базис сопряжённого пространства функционалов {\displaystyle D(V)}, такой что
{\displaystyle e^{i}(e_{j})=\delta _{j}^{i}}
где {\displaystyle \delta _{j}^{i}} — символ Кронекера. Все n-мерные пространства изоморфны. Положим
{\displaystyle k(e_{i})=e^{i}}
и распространим {\displaystyle k} линейно на всё пространство {\displaystyle V}. {\displaystyle k} отображает тождественный (очевидно ковариантный) функтор {\displaystyle I} в контравариантный функтор {\displaystyle D}, отображающий векторное пространство в сопряжённое пространство функционалов. Если мы возьмём категорию конечномерных векторных пространств, где морфизмами будут изоморфизмы {\displaystyle f} (а не любые линейные отображения), то можно заменить контравариантный функтор {\displaystyle D} ковариантным функтором {\displaystyle D'} (где {\displaystyle D'(V)=D(V)}, {\displaystyle D'(f)=D(f^{-1})}). Преобразование {\displaystyle k\colon V\to D(V)} не будет естественным даже в простейшем случае одномерного пространства над полем действительных чисел. В самом деле, пусть V одномерно и изоморфизм {\displaystyle f\colon V\to V} является умножением на 2:
{\displaystyle f(e_{1})=2e_{1}}
Тогда {\displaystyle D'(f)(k(e_{1}))={1 \over 2}e^{1}}, в то время как {\displaystyle k(f(e_{1}))=2e^{1}}, то есть диаграмма некоммутативна.
Причина этого совершенно ясна — {\displaystyle k} определяется совершенно случайно выбранным базисом. Если мы возьмём второе сопряжённое пространство {\displaystyle D(D(V))}, то в случае конечномерного пространства существует изоморфизм
{\displaystyle h\colon V\to D(D(V))} (а именно {\displaystyle h(x)(f)=f(x)} для любого {\displaystyle x\in V} и функционала {\displaystyle f\in D(V)}). В данном случае изоморфизм {\displaystyle h} определяет естественное преобразование тождественного функтора {\displaystyle I} в функтор {\displaystyle D^{2}}.

### Полиморфные функции
Другой важнейший пример естественных преобразований — полиморфные функции (имеется в виду  параметрический полиморфизм). Примером такого преобразования является функция reverse :: forall a . [a] -> [a], переворачивающая список элементов произвольного типа. В данном случае h(T) — это reverseT :: [T] -> [T]; а функторы F и G — это List.
Сформулировать этот факт можно так: forall f :: a -> b : map f . reversea = reverseb . map f.
Это — одна из так называемых «бесплатных теорем».
Естественность всех параметрически полиморфных функций — это следствие теоремы Рейнольдса.